# Rogmocrypta nigella
Rogmocrypta nigella är en spindelart som beskrevs av Simon 1900. Rogmocrypta nigella ingår i släktet Rogmocrypta och familjen hoppspindlar. Inga underarter finns listade i Catalogue of Life.